# 近藤清春
近藤 清春（こんどう きよはる、生没年不詳）とは、江戸時代の浮世絵師。

## 来歴
鳥居清信の門人とされ俗称は助五郎。作画期は宝永から享保の頃にかけてで、鳥居派風の大判墨摺り双六、細版漆絵、赤本、芝居絵本、六段本、狂歌本の挿絵を描く。また『吉原細見』や江戸歌舞伎の狂言本など戯作も自ら多く手がけ、初めて泥絵を描いたといわれる。肉筆画は1点も見られない。挿絵本に記す版元の和泉屋助五郎と同一人ともいわれるが不詳。

## 作品
- 『猿蟹合戦』一巻　赤本 ※享保12年（1727年）刊行
- 『鼠花見』一巻　赤本　※刊行年不明
- 『聖徳太子』一巻　赤本　※刊行年不明
- 『ぶんぶくちやがま』一巻　赤本　※刊行年不明
- 『象のはなし』一巻　赤本　※享保14年刊行
- 『どうけ百人一首』一冊　狂歌本　※享保年間
- 『神社仏閣 江戸名所百人一首』一冊　※享保13年刊行
- 「東海道五十三次」　細版漆絵6枚揃
- 「釈迦誕生図」